# Preston (Idaho)
Preston és una població dels Estats Units a l'estat d'Idaho. Segons el cens del 2000 tenia 4.682 habitants.

## Demografia
Segons el cens del 2000, Preston tenia 4.682 habitants, 1.529 habitatges, i 1.200 famílies. La densitat de població era de 270,6 habitants/km².
Per edats la població es repartia de la següent manera: un 35,3% tenia menys de 18 anys, un 10,5% entre 18 i 24, un 24,1% entre 25 i 44, un 15,9% de 45 a 60 i un 14,3% 65 anys o més.
L'edat mediana era de 28 anys. Per cada 100 dones de 18 o més anys hi havia 90,2 homes.
La renda mediana per habitatge era de 35.204 $ i la renda mediana per família de 39.537 $. Els homes tenien una renda mediana de 29.247 $ mentre que les dones 20.652 $. La renda per capita de la població era de 13.751 $. Aproximadament el 5,9% de les famílies i el 6,7% de la població estaven per davall del llindar de pobresa.

## Poblacions més properes
El següent diagrama mostra les poblacions més properes.